# De ma fenêtre, sans maison...
 (février 2011).
Si vous disposez d'ouvrages ou d'articles de référence ou si vous connaissez des sites web de qualité traitant du thème abordé ici, merci de compléter l'article en donnant les références utiles à sa vérifiabilité et en les liant à la section « Notes et références ».
Pour plus de détails, voir Fiche technique et Distribution.
De ma fenêtre, sans maison... est un long métrage québécois sorti en 2006, produit, écrit et réalisé par Maryanne Zéhil. Ce drame met en vedette Louise Portal, Renée Thomas, Leyla Hakim, Walid El Alayli, Hélène Mercier, Jean-François Blanchard, Mariloup Wolfe, Catherine Colvey et Sébastien Ricard. Le film raconte l’histoire d’une femme libanaise qui quitte son pays et sa famille pour s’installer à Montréal.

## Synopsis
Dounia a quatre ans lorsque sa mère émigre au Canada, la laissant au Liban, dans un Beyrouth à feu et à sang. Dix-sept ans plus tard, après le décès de son père, elle débarque à Montréal à la rencontre d’une mère dont elle ne se souvient plus.
À Montréal, Dounia découvre assez vite que sa mère est une étrangère. Sana évite de parler du passé, mais, peu à peu, elle est obligée de le revisiter. La communication entre les deux femmes est maladroite et déjà le séjour de Dounia tire à sa fin alors que le retour de Sana à Beyrouth est impossible. Cependant, les circonstances le provoquent. Débarquant dans son pays natal, qu’elle a fui comme la peste, Sana n’a le choix que de faire face à son passé,.

## Fiche technique
- Titre original : De ma fenêtre, sans maison...
- Titre anglais : From My Window, Without a Home...
- Réalisation, scénario et dialogues : Maryanne Zéhil
- Production : Maryanne Zéhil

- Direction artistique : Mario Hervieux
- Costumes : Louise Gagné
- Photo : Nathalie Moliavko-Visotzky
- Son : Dominique Chartrand, Louis Dupire, Daniel A. Vermette
- Montage : Hélène Girard
- Musique : Jean Derome
- Production : Maryanne Zéhil

- Société de production : Mia Productions
- Sociétés de distribution : K-Films Amérique, LBCI (Liban)
- Pays d'origine :  Canada
- Langues originales : Français et Libanais
- Format : Couleur - numérique, 35 mm
- Genre : Drame
- Durée : 88 minutes
- Dates de sortie : 
  -  Canada : 26 février 2006
  -  Liban : 20 avril 2010

## Distribution
- Louise Portal : Sana
- Renée Thomas : Dounia
- Leyla Hakim : Teta
- Walid Al Alayli : Akram
- Hélène Mercier : Hoda
- Jean-François Blanchard : Denis
- Mariloup Wolfe : Sylvie
- Catherine Colvey : Barbara
- Sébastien Ricard : Pierre
- Elias Elias : Paysan